# Molto forte, incredibilmente vicino
Molto forte, incredibilmente vicino (Extremely Loud and Incredibly Close) è il secondo romanzo di Jonathan Safran Foer, pubblicato nel 2005. È stato uno dei primi romanzi ad affrontare il tema degli attacchi terroristici dell'11 settembre.

## Trama
Il libro interseca sostanzialmente due storie che si alternano: quella di Oskar Schell, un bambino di nove anni, e quella dei suoi nonni paterni. Oskar ha un dolore incolmabile: ha perso il padre adorato, Thomas Schell, nell'attentato alle torri gemelle dell'11 settembre 2001. Oskar è un bimbo sveglio e stracolmo di creatività, fantasia, sensibilità, curiosità ed intraprendenza. Frugando nel ripostiglio del padre, dentro ad un vaso trova una chiave con una scritta: Black. Si mette a cercare tutti i Black di New York per sapere a chi appartenga e cosa apra. Organizza i nomi in un elenco, divisi per quartieri e comincia a far visita ad ognuno di loro. Dopo ricerche ed incontri strani verrà a capo dell'apparente e banale mistero.
Più complesso l'intreccio della storia dei nonni. Oskar vive con la madre Linda e la nonna, la madre di Thomas. Il nonno paterno non l'ha mai conosciuto così come Thomas non aveva mai conosciuto suo padre. La nonna di Oskar era emigrata in America dalla Germania poco dopo la fine della seconda guerra mondiale. Qualche mese dopo il trasferimento, camminando per New York aveva incontrato, per caso, il fidanzato della sorella Anna morta a Dresda in un bombardamento. L'uomo era rimasto distrutto da quella perdita e aveva smesso di parlare. Comunica solo scrivendo sui diari e mostrando i palmi delle mani su cui ha tatuato le parole "SÌ" e "NO".
La donna gli chiede insistentemente di sposarla. Lui è riluttante ma acconsente stabilendo rigide regole di convivenza e delimitando con delle strisce sul pavimento gli spazi della casa ciascuno destinata ad una precisa funzione. Lei però desidera un bambino e alla fine rimane incinta ma fa di tutto per nasconderlo. Quando costretta dai tempi, glielo comunica, lui non regge e fugge. Ha paura della vita. Ma decenni dopo quando troverà tra l'elenco delle vittime delle torri, il nome del figlio, si ripresenta alla porta della moglie. Lei è turbata ma non lo scaccia, lo costringe però a rimanere in incognito nell'appartamento, come "l'inquilino" e gli fa promettere di non farsi vedere e soprattutto di non farsi riconoscere dal nipote. I due però finiscono casualmente per incontrarsi. "La vita è più spaventosa della morte" confesserà in incognito all'ignaro nipote davanti alla bara vuota del figlio, riesumata da entrambi di nascosto una notte, e che riempirà con le centinaia di lettere che gli aveva scritto e mai spedite.

## Personaggi
Oskar Schell è il protagonista del libro. È un bambino di nove anni auto proclamatosi inventore, appassionato di collezioni e scienza. Ha un carattere particolare, ha difficoltà a relazionarsi con gli altri, ha pochi amici e si rifugia nel suo mondo di invenzioni. Dopo la tragica morte del padre, Thomas Schell, sviluppa autolesionismo e varie fobie per il mondo esterno. Quando Oskar si avventurerà nel mondo esterno dovrà infatti fare i conti con la paura per i ponti, per i grattacieli, gli aerei, le malattie e le altre persone.
Thomas Schell Senior è il nonno di Oskar, di origini tedesche, nel libro viene anche chiamato "l'inquilino". Dopo la morte del suo primo amore Anna, perde la voce. Durante la sua vita va in giro con un diario sul quale scrive per comunicare con gli altri. Inoltre si tatua le parole “si” e “no” sui palmi delle mani. Sposa la sorella minore di Anna, che diventerà la nonna di Oskar. Quando scopre che la moglie è incinta scappa.
Thomas Schell è il padre di Oskar, deceduto nell'attentato dell'11 settembre 2001 alle torri gemelle. Oskar lo ricorda come un padre affettuoso con cui aveva un rapporto speciale. Thomas organizzava per il figlio delle spedizioni per la città affinché Oskar parlasse con le persone e superasse le sue paure.
Linda Schell è la madre di Oskar. Dopo la morte del marito deve riuscire a colmare il vuoto che il lutto ha creato in Oskar. Si capisce che sa che Oskar va in giro per New York a parlare con sconosciuti ma non dice nulla.
Nonna di Oskar. È di origini tedesche, è emigrata in America quando era giovane. Ha sposato il nonno di Oskar con il quale ha avuto un matrimonio difficile, tanto che i due si lasciano. È molto protettiva nei confronti del nipote.
Abby Black è una donna di quarantotto anni divorziata. È la prima persona a cui fa visita Oskar, si rivela molto gentile con lui, si fa scattare una foto, ma non gli dà nessuna informazione sulla chiave e gli rifiuta un bacio.
Anna è il primo amore di Thomas Schell Senior, sorella maggiore della nonna di Oskar. Muore durante un bombardamento della seconda guerra mondiale a Dresda.
Aaron Black è il vicino di casa di Oskar e lo aiuta nella ricerca.

## Temi
Nel romanzo vengono affrontati temi come il lutto e i rapporti familiari. Il fattore scatenante è la tragica morte del padre che provoca sia la distruzione della famiglia di Oskar sia il riavvicinamento alla stessa famiglia da parte del nonno di Oskar.

## Trasposizione cinematografica
Dal romanzo di Jonathan Safran Foer è stato tratto nel 2011 un film dal titolo omonimo diretto da Stephen Daldry, che vede protagonisti i premi Oscar Sandra Bullock e Tom Hanks nel ruolo dei genitori di Oskar, interpretato dal giovane Thomas Horn. Nel cast figurano anche John Goodman, Max von Sydow, e la candidata all'Oscar per The Help, Viola Davis.

## Edizioni
- Jonathan Safran Foer, Molto forte, incredibilmente vicino, traduzione di Massimo Bocchiola, 1 ed., collana Le Fenici tascabili, Ugo Guanda Editore, 2007,  pp. 351, cap. 17, ISBN 978-88-8246-941-2.